# Caterina Caselli
Caterina Caselli (* 10. April 1946 in Modene) ist eine italienische Sängerin, Schauspielerin und Musikproduzentin.
1966 debütierte sie beim Sanremo-Festival mit dem Lied Nessuno mi può giudicare, ein von Adriano Celentano verworfenes Lied, wofür sie im Jahr 2024 eine Goldene Schallplatte bekam. In den 1960er- und 1970er-Jahren war sie eine der populärsten italienischen Sängerinnen. Ihr Lied Desiderare wurde von Luchino Visconti im Film Gewalt und Leidenschaft verwendet.
Sie ist Präsidentin von Sugar Music, dem Plattenlabel von Andrea Bocelli, den sie selbst 1992 entdeckte.

## Leben
Caselli wurde in Modena geboren, wuchs aber in Sassuolo auf. Sie begann ihre Musikkarriere als Bassistin in lokalen Clubs.
1966 debütierte sie auf dem Sanremo-Festival mit "Nessuno mi può giudicare", einem von Adriano Celentano verworfenen Lied, und hatte damit einen beachtlichen Erfolg. Es verkaufte sich über eine Million Mal und wurde mit einer goldenen Schallplatte ausgezeichnet. Caselli hatte auch mit einer italienischen Coverversion des David McWilliams-Songs "Days of Pearly Spencer" namens "Il volto della vita" großen Erfolg. Ihr erstes Album, Casco d'oro (Goldener Bob), wurde nach einem Spitznamen benannt, den ihr die Musikpresse gab. 1966 landete sie mit dem Lied "Perdono" einen weiteren nationalen Hit.
Im Jahr 1968 feierte Caselli einen weiteren Erfolg mit einer dynamischen Version des von Paolo Conte geschriebenen Liedes "Insieme a te non ci sto più". Im Jahr 2006 nahm Caselli eine neue Version des Liedes für den Soundtrack des Neo-Noir-Films The Goodbye Kiss von Michele Soavi auf. Diese Version wurde mit dem David di Donatello Award für den besten Song ausgezeichnet.
Im Jahr 1970 heiratete sie Piero Sugar, den Chef ihres Musiklabels CGD. Caselli begann, mit ihrem Mann zusammenzuarbeiten, wurde schließlich Präsidentin von Sugar Music und zog sich von ihrer Karriere als Sängerin zurück. Sie entdeckte und nahm Künstler wie Andrea Bocelli, Giuni Russo, Elisa, Negramaro und Piccola Orchestra Avion Travel auf.
1983 wurde sie aus dem Ruhestand gelockt, als sie sich bereit erklärte, "Amico è" mit Dario Baldan Bembo aufzunehmen. Das Lied erreichte Platz 5 der italienischen Charts.

## Diskografie (Auswahl)
Alben
- 2004: Casco d’oro dal 1964
- 2021: 100 minuti per te

Singles
- 1966: Nessuno mi può giudicare (IT: Gold)[2]
- 1968: Arrivederci amore, ciao

## Filmografie
- 1966: Schlager mit Caterina (Perdono)
- 1966: Nessuno mi può giudicare
- 1967: Una ragazza tutta d’oro
- 1967: Play-Boy
- 1967: L’immensità
- 1967: Io non protesto, io amo
- 1968: Il professor Matusa e i suoi hippies
- 1997: Blei an den Flügeln (Tutti giù per terra)